# Cefditoren
Le cefditoren est un médicament antibiotique de type céphalosporine.

## Usage médical
Il s'agit d'une céphalosporine de troisième génération qui agit en interférant avec la paroi cellulaire bactérienne.

Il est efficace contre les bactéries Gram-positives et Gram-négatives.
Il est utilisé pour traiter l'angine streptococcique, les infections des voies respiratoires et les infections de la peau et des structures cutanées.  
Le médicament est pris par voie orale avec de la nourriture.

## Effets secondaires
Les effets secondaires de ce médicament  comprennent des nausées, une diarrhée, des maux de tête, des brûlures d’estomac ou des infections vaginales à levures. D’autres effets secondaires peuvent inclure une infection à Clostridioides difficile ou des réactions allergiques. 
Il n’existe aucune preuve de danger de ce médicament pendant la grossesse, mais cette utilisation n’a pas été bien étudiée. 

## Histoire
Le médicament a été breveté en 1984 et approuvé pour un usage médical en 1994. Son usage médical a été approuvé aux États-Unis en 2001. Il n'est plus disponible dans le commerce aux États-Unis depuis 2021.Cefditoren est disponible en Europe.